# 알브레히트 코셀

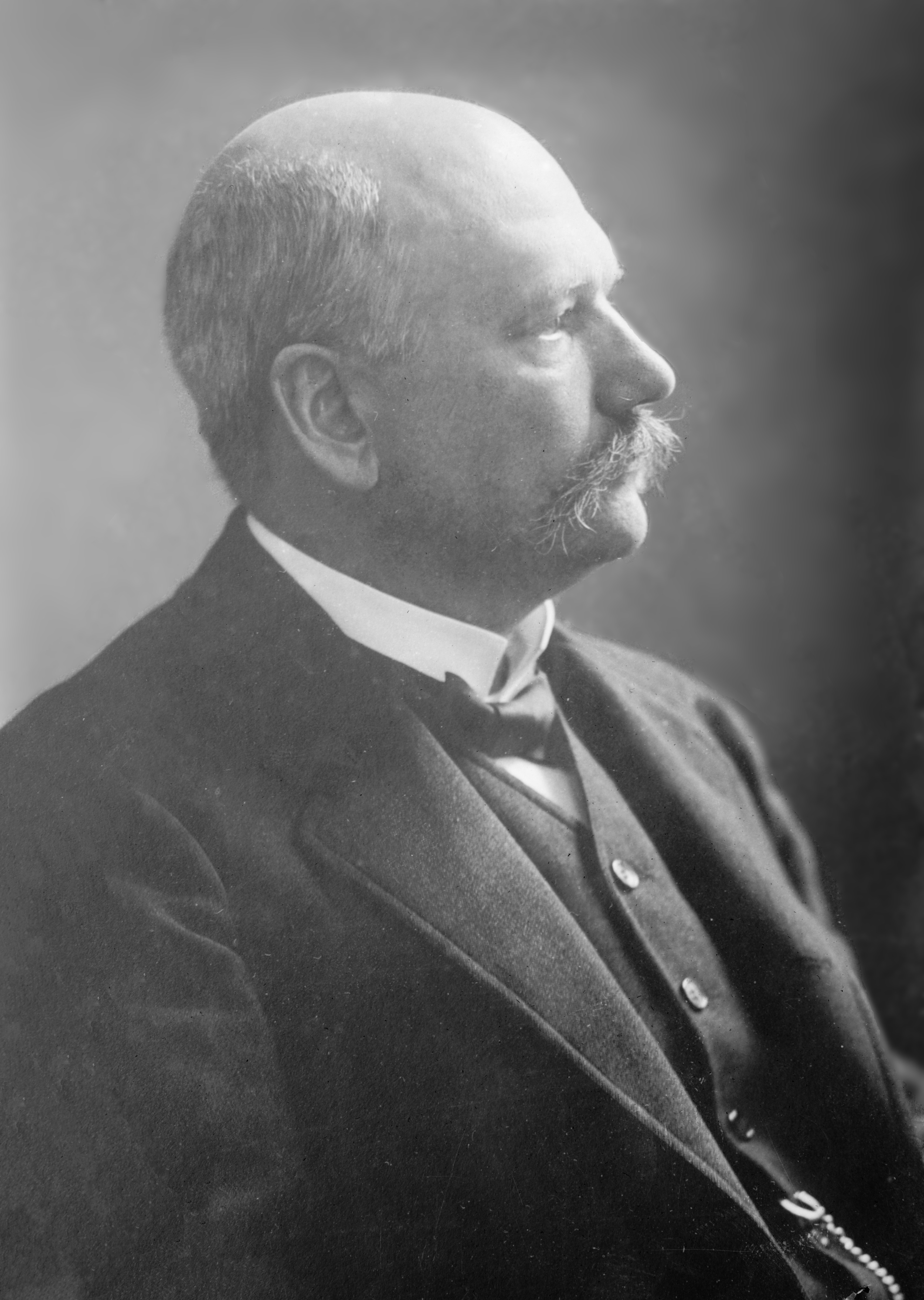
알브레히트 코셀

루트비히 카를 마르틴 레온하르트 알브레히트 코셀(Ludwig Karl Martin Leonhard Albrecht Kossel, 1853년, 9월 16일~ 1927년 7월 5일)은 독일의 의학자이다.
코셀은 프로이센의 총영사관이던 아버지와 어머니 클라라 사이에서 태어났다. 로스토크에서 태어난 그는 1872년 스트라스부르 대학교에서 의학 공부를 하게 된다.
1910년 그는 노벨 생리학·의학상을 수상했다. 그는 세포생물학 연구, 특별히 단백질과 핵산 연구로 공로를 인정받았다. 그는 또한 1896년 아미노산을 발견했다.
그의 연구분야는 생리화학, 생체조직에 관한 것이었다. 세포핵연구를 1880년까지 마친 뒤 1890년대에는 단백질에 대한 연구를 시작했다. 페네톨의 작용과 펩톤의 효소 작용에 대한 연구도 진행했다. 1896년에는 히스티딘을 발견했고 헥손 염기의 분리법을 발표하기도 했다.
코셀의 제자 중 한 명은 미국의 생물화학학자 에드윈 하트였으며 그는 이후에 미국으로 돌아가 단일작물 실험(Single grain Experiment)을 진행하기도 했다.
코셀은 생전에 1남 1녀를 두었으며 둘째였던 아들 발터 코셀(1888년-1956년)은 단치히 기술연구소에서 이론물리학 교수직을 지내기도 했다.(1932년-1945년).1979년 유기체를 구성하는 세포들은 그들이 속한 기관에 따라 특별한 특징이 있지만 한편으로는일반적인 특징도 함께갖고있다